# Blekinge Fotbollförbund
Der Blekinge Fotbollförbund (dt. Fußballverband von Blekinge) ist ein regionaler Fußballverband in Schweden. Er ist einer der 24 Mitgliedsverbände des Svenska Fotbollförbundet. Er hat seinen Sitz in Karlshamn, Blekinge und organisiert den dortigen Fußballspielbetrieb. Der Verband wurde am 25. März 1917 gegründet und besteht derzeit aus 63 Mitgliedern und wird durch Per-Ola Johansson geleitet.

## Mitgliedsvereine
| - AIK Atlas - Ankaret FK - Asarums FF - Asarums IF FK - Backaryd SK - Belganet-Hallabro IF - Björkenäs-Pukaviks IF - BK Eken - BK Glasbacken - BK Union - Blåningsmåla IF - Drottningskärs IF - Eringsboda SK - FC Fridhem - FC Giffarna - Fjärdsjömåla AIF - FK Sölvesborg United - Fridlevstad GoIF - Gammalstorps GoIF - Gränums IF - Halasjö AIF | - Hällaryds IF - Hanö IF - Hasselstad BK - Hasslö GoIF - Hemsjö AIK - Hoby GIF - Högadals IS - Hörvikens IF - IF Lörbytjejerna - IF Trion - IFK Karlshamn - Jämjö GoIF - Jämshögs IF - Johannishus SK - Kallinge SK - Karlskrona AIF - Karlskrona FC - Karlskrona FF - Karlskrona FK - Kristianopels GoIF - Listerby IK | - Lörby IF - Lyckeby GoIF - Märserums IF - Mjällby AIF - Mörrums GoIS FK - Nättraby GoIF - Olofströms IF - Ramdala IF - Ringamåla IK - Rödeby AIF - Rödeby FC - Ronneby BK - Saxemara IF - Sifarna FF - Sillhövda AIK - Sölve BK - Sölvesborgs GoIF - Svängsta IF - Torhamns GoIF - Tvings GoIF - Vilshults IF |

## Ligabetrieb

### Herren
- Division 4  –  eine Liga
- Division 5  –  eine Liga
- Division 6  –  zwei Ligen[1]

### Damen
- Division 4  –  eine Liga
- Division 5  –  eine Liga[1]